# Convenção de Nutka

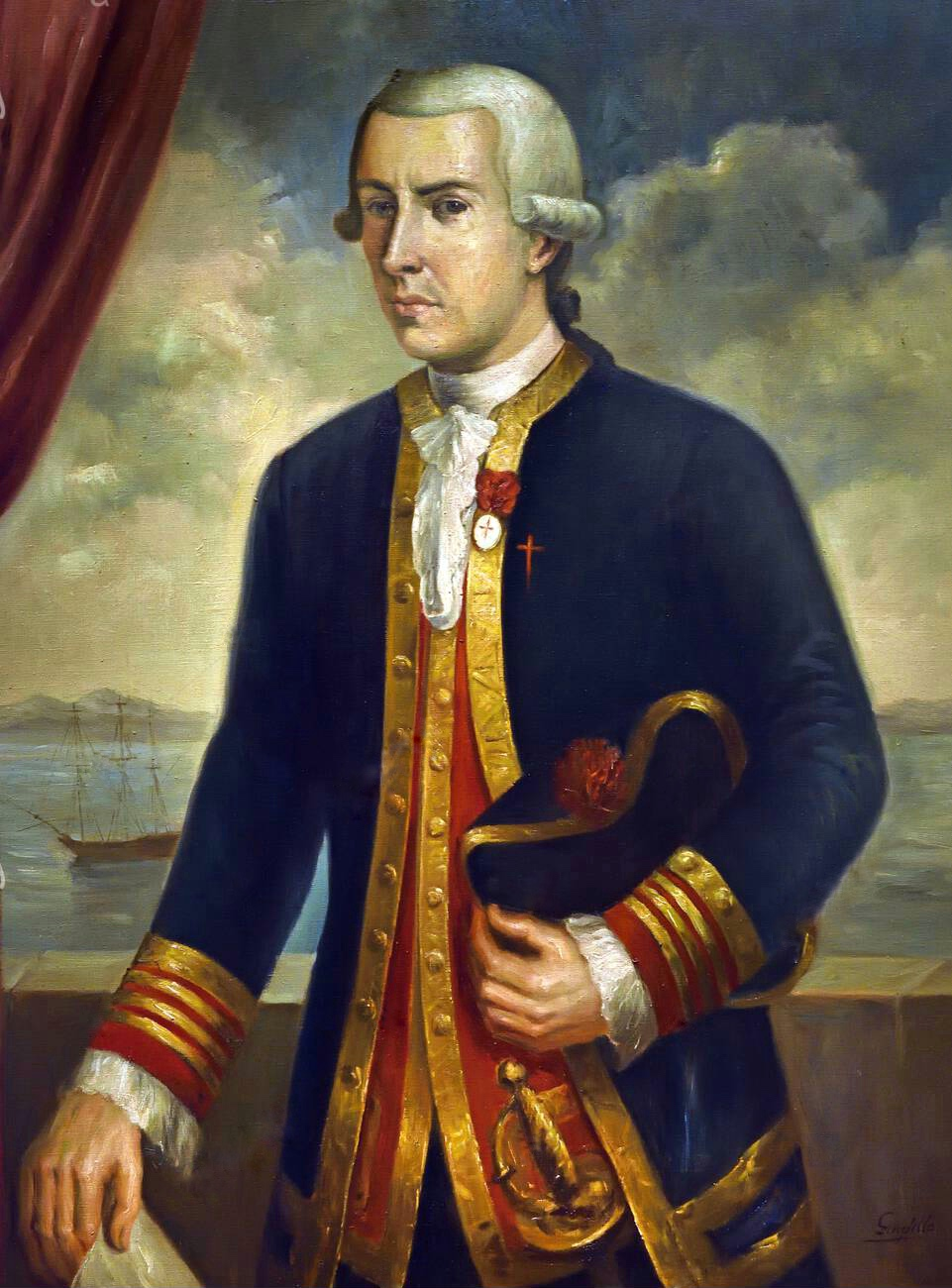
Capião Juan Francisco de la Bodega y Quadra, Marinha Real, até 1785

A Convenção de Nutka foi um tratado entre Espanha e Reino Unido em 1790 que evitou uma guerra entre os dois países devido às reclamações sobre os mesmos territórios da costa noroeste do Pacífico, na América do Norte. O tratado resolveu o conflito que tinha começado quando Espanha tomou a ilha de Nutka, que reclamavam as duas partes.
A convenção de Nutka resolveu a disputa e abriu a costa do Pacífico, do Oregon até à Colúmbia Britânica, à colonização e fixação dos britânicos.